# بيل بوريل
بيل بوريل (بالإنجليزية: Bill Burrell)‏ هو لاعب كرة قدم أمريكية أمريكي، ولد في 1938، وتوفي في 22 مارس 1998.